# Surau Gadang
Surau Gadang is een bestuurslaag in het regentschap Padang van de provincie West-Sumatra, Indonesië. Surau Gadang telt 20.555 inwoners (volkstelling 2010).